# Partido judicial de Teruel
El Partido Judicial de Teruel, , es el partido judicial n.º 3 de la provincia de Teruel en la comunidad autónoma de Aragón.
El ámbito territorial, que viene regulado por el Real Decreto 529/1983, de 9 de marzo, comprende los municipios:
Ababuj, Abejuela, Aguatón, Aguilar del Alfambra, Alba, Albarracín, Albentosa, Alcalá de la Selva, Alfambra, Aliaga, Allepuz, Almohaja, Alobras, Arcos de las Salinas, Bezas, Bronchales, Bueña, Cabra de Mora, Calomarde, Camañas, Camarena de la Sierra, Camarillas, Cañada de Benatanduz, Cañada Vellida, Cañizar del Olivar, Cascante del Río, Castel de Cabra, El Castellar, Cedrillas, Celadas, Cella, Corbalán, Crivillén, Cubla, El Cuervo, Cuevas de Almudén, Cuevas Labradas, Ejulve, Escucha, Estercuel, Formiche Alto, Fortanete, Frías de Albarracín, Fuentes Calientes, Fuentes de Rubielos, Galve, Gargallo, Gea de Albarracín, Griegos, Guadalaviar, Gúdar, Hinojosa de Jarque, Jabaloyas, Jarque de la Val, Jorcas, Libros, Linares de Mora, Manzanera, Mezquita de Jarque, Miravete de la Sierra, Monteagudo del Castillo, Monterde de Albarracín, Mora de Rubielos, Moscardón, Mosqueruela, Noguera de Albarracín, Nogueruelas, Olba, Orihuela del Tremedal, Orrios, Palomar de Arroyos, Peracense, Peralejos, Perales del Alfambra, Pitarque, El Pobo, Pozondón, la Puebla de Valverde, Puertomingalvo, Riodeva, Ródenas, Royuela, Rubiales, Rubielos de Mora, Saldón, San Agustín, Santa Eulalia, Sarrión, Singra, Terriente, Teruel, Toril y Masegoso, Tormón, Torrelacárcel, Torremocha de Jiloca, Torres de Albarracín, Torrijas, Tramacastiel, Tramacastilla, Valacloche, Valbona, Valdecuenca, Valdelinares, El Vallecillo, Veguillas de la Sierra, Villafranca del Campo, Villar del Cobo, Villar del Salz, Villarluengo, Villarquemado, Villarroya de los Pinares, Villastar, Villel y La Zoma.